# Coptops penghuensis
Coptops penghuensis es una especie de escarabajo longicornio del género Coptops, tribu Mesosini, subfamilia Lamiinae. Fue descrita científicamente por Yamasako & Lin en 2010.

## Descripción
Mide 13-18 milímetros de longitud.

## Distribución
Se distribuye por China.